# Francisco de Meneses Brito
Don Francisco de Meneses y Brito (1615 - 29 de diciembre de 1672). Fue un funcionario colonial de la Corona española. Gobernador y capitán general del Reino de Chile entre 1664 y 1667.

## Biografía
Era natural de Cádiz y sirvió más de 30 años en los ejércitos españoles. Habiendo llegado a la Corte de Madrid en el momento en que el rey Felipe IV había ofrecido la gobernación del Capitanía General de Chile a cinco importantes personalidades que la rechazaron, él aceptó y se le despachó el título correspondiente el 4 de febrero de 1663.
Meneses era un diestro jinete y maestro en las lidias de toros. Gustaba de los perros y caballos, y se caracterizaba por una personalidad insubordinada y desobediente hacia sus superiores, hecho que le valió el apodo de Barrabás. Su designación fue fruto de la protección que le brindaba Juan José de Austria, hijo natural de Felipe IV, y el más importante general de España, a cuyas órdenes participó en la Batalla de Valenciennes, en 1656.
Fue enviado a Chile con el grado de general de artillería y con 300 hombres para servir en la Guerra de Arauco. Primero arribó a Buenos Aires y tras cruzar la Cordillera de los Andes llegó a Santiago a fines de enero de 1664.
Sirvió en Nápoles, Milán, Cataluña y Flandes, para el ejército Real. Fue capitán de caballería, teniente de maestre de campo de infantería, sargento general de batalla y general de artillería. Participó en la sorpresa de Anón, toma de Rebedo y Piamonte, en Baltrolina, Noli y Ayán.
En febrero de 1663 se le encomendó la Gobernación de Chile, cargo que asumió un año después, y que desempeñó hasta 1668. Su gobierno terminó en mala forma, dada su actuación desacertada por abuso de autoridad, lo que motivó su prisión. Fue acusado de distribuir fraudulentamente los recursos del Real Situado.
Salió de Santiago en 1670 y se embarcó a Lima de inmediato. Falleció en Lima, en 1672, retirado de la vida pública, siendo sepultado en la catedral.

## Primeros problemas en Chile
Desde un principio la actitud de Meneses no concordó con los usos y costumbres de la colonia. Impetuoso, desconfiaba de la competencia y quería imponer por la fuerza la dignidad de su cargo.
Su primera víctima fue el gobernador interino Ángel de Peredo, a quien acusó de haber creado más plazas de oficiales de las que el ejército realmente necesitaba y de haber vendido los cargos militares. Ordenó su arresto, pero Peredo logró escapar. Ante el fracaso, Meneses la emprendió contra los amigos de Peredo, entre ellos el oidor Alonso de Solórzano y Velasco quien había manifestado su opinión contraria a las medidas del Gobernador; en respuesta, este lo depuso de su cargo y lo desterró.

## Polémico matrimonio
Su insubordinación rebalsó con la violación de la prohibición real de que los funcionarios más importantes se casaran, sin el previo permiso del Rey, con una mujer del territorio en el cual servían. La elegida fue la joven Catalina Bravo de Saravia, hija del maestre de campo Francisco Bravo de Saravia. El matrimonio se realizó secretamente en abril de 1664, con la presencia de testigos que, en secreto y con la aprobación de los padres de la novia, fueron generosamente recompensados por el gobernador.

## Problemas con la Iglesia
Otro perjudicado por Meneses fue el obispo de Santiago, Fray Diego de Humanzoro. Las desavenencias comenzaron por asuntos formales sin mayor importancia, y terminaron con la presentación de un memorial de Meneses ante la Real Audiencia, donde establecía una serie de acusaciones contra el religioso.
Quería sacar del cargo a Humanzoro y desterrarlo. En diciembre de 1664, intentó convencer a los oidores de la Real Audiencia de que firmaran una provisión real que obligara al obispo al destierro, lo que consiguió solo mediante la utilización de la fuerza. Sin embargo, Humanzoro no cumplió la orden y prefirió trasladarse a la provincia de Cuyo. Antes de salir de Santiago, el obispo redactó una carta al Rey denunciando la conducta del Gobernador. A la postre, este escrito resultó bastante influyente en la caída de Meneses.

## Guerra de Arauco
No participó directamente en la Guerra de Arauco hasta diciembre de 1664, cuando decidió liderar la primera campaña de su mandato. Antes, había dejado el ejército al mando de Ignacio de la Carrera Yturgoyen (antepasado del padre de los hermanos que actuaron durante la época de Independencia a principios del siglo XIX).
Repobló los fuertes de Arauco, Nacimiento, Santa Fe y de la plaza de Santa Juana, destruida esta última diez años antes por los indígenas. 
Los éxitos alimentaron la vanidad de Meneses, quien consideraba que sus acciones habían asegurado la paz del Reino, tanto así que mandó a escribir la historia de su campaña. A comienzos de 1666 inició su segunda arremetida contra los indígenas, sin grandes operaciones.

## Se reorganiza políticamente
En Concepción, Meneses se enteró del fallecimiento de Felipe IV acaecido el 17 de septiembre de 1665, y la asunción al trono de su hijo Carlos, quien quedó bajo la regencia de su madre Mariana de Austria, debido a la corta edad del heredero. La noticia inquietó al Gobernador, quien al asumir la gobernación había hecho gala del favoritismo del Rey, pero también había criticado el débil temperamento de este, anunciando los peores sucesos si su mujer asumía la regencia a su muerte.
En junio se trasladó a Santiago para designar a dos personas de su confianza como procuradores, con el fin de que viajaran a informar a la Corte sobre las necesidades del Reino, adelantándose a cualquier información negativa en su contra. Además, buscó la amistad de sus antiguos enemigos.

## Trata de pasarse de listo
Viendo que el puesto de Virrey del Perú estaba vacante, aprovechó para hacer efectiva la incorporación de la plaza de Valdivia a su gobernación. De hecho, Felipe IV había autorizado esta incorporación en abril de 1662, pero estaba sujeta a la decisión de la máxima autoridad de Lima. No habiendo Virrey, Meneses pretendió realizar tal incorporación sin informar tampoco a la Real Audiencia limeña. Sin embargo, todo fracasó, pues el gobernador del presidio de Valdivia, Baltasar Mejía, dio cuenta de las intenciones de Meneses a las autoridades peruanas.

## Tratan de matarlo
El 19 de octubre de 1667, Manuel de Mendoza, veedor general del ejército trata de asesinarlo. Éste había sido destituido por aquel debido a que había tratado de intervenir en el reparto del Real Situado, para evitar los fraudes que en ello cometía Meneses.
Con ocasión de la visita del Gobernador al Hospital San Juan de Dios, donde se encontraba Mendoza, el oficial vio la oportunidad de vengarse: le disparó sin fortuna. Mendoza fue hecho prisionero y condenado a muerte por el gobernador. La sentencia se cumplió dos meses después, al son del repique de las campanas de las iglesias, que anunciaban la excomunión decretada por el obispo para aquellos que hicieran efectiva la medida.

## La Quintrala
En este periodo desarrolla una estrecha relación con Catalina de los Ríos y Lísperguer, llamada La Quintrala, quien se hallaba en graves problemas por sus crímenes. La protegió mientras se encontró en cargo, recibiendo jugosas prebendas por ello.

## El Rey lo destituye y lo juzga
En 1667 todos sabían de la caída de Meneses. La Corona española -en conocimiento de las cartas del obispo, de los informes de los oidores, y de las denuncias de mal gobierno y abusos por parte de Meneses hechas por varios funcionarios y vecinos- decidió nombrar como Virrey del Perú a Pedro Fernández de Castro y Andrade, con poder para informarse de los sucesos de Chile, y enviar un visitador al Reino.
Las noticias de la llegada del nuevo Gobernador, Diego Dávila Coello y Pacheco, provocaron la huida de Meneses. Finalmente, es encarcelado y enviado a la ciudad de Córdoba del Tucumán y posteriormente confinado en la ciudad de Trujillo por orden del Virrey. El juicio de residencia duró dos años y la lista de los cargos era enorme, pero las presiones de su familia y de influyentes personalidades, retardarían la decisión final durante varios años. Concluida su causa, Meneses salió de Santiago para Valparaíso el 23 de julio de 1670 y fue embarcado el 31 del mismo mes. Meneses murió esperando la resolución final en Lima, el 29 de diciembre de 1672.

## Descendencia
De su matrimonio con Catalina Bravo de Saravia y Henestroza tuvo los siguientes hijos: 1) Francisco de Meneses y Bravo de Saravia, 2) Miguel Alonso, casado con Josefa Ventura Morales, 3) Alonso, casado con Isabel de Rojas Jaraquemada, con numerosa descendencia, 4) Fernando, Gobernador de Yucatán, 5) Catalina, 6) Marcela, monja del Monasterio de la Encarnación, 7) Rosa María, casada en Lima con Diego Portales Ortiz, con numerosa descendencia (Portales Yrarrázaval, Portales Larraín, Ruiz-Tagle Portales, Portales Palazuelos y descendientes hasta hoy).